# Culture in vitro des végétaux vasculaires
Pour les articles homonymes, voir CIV.

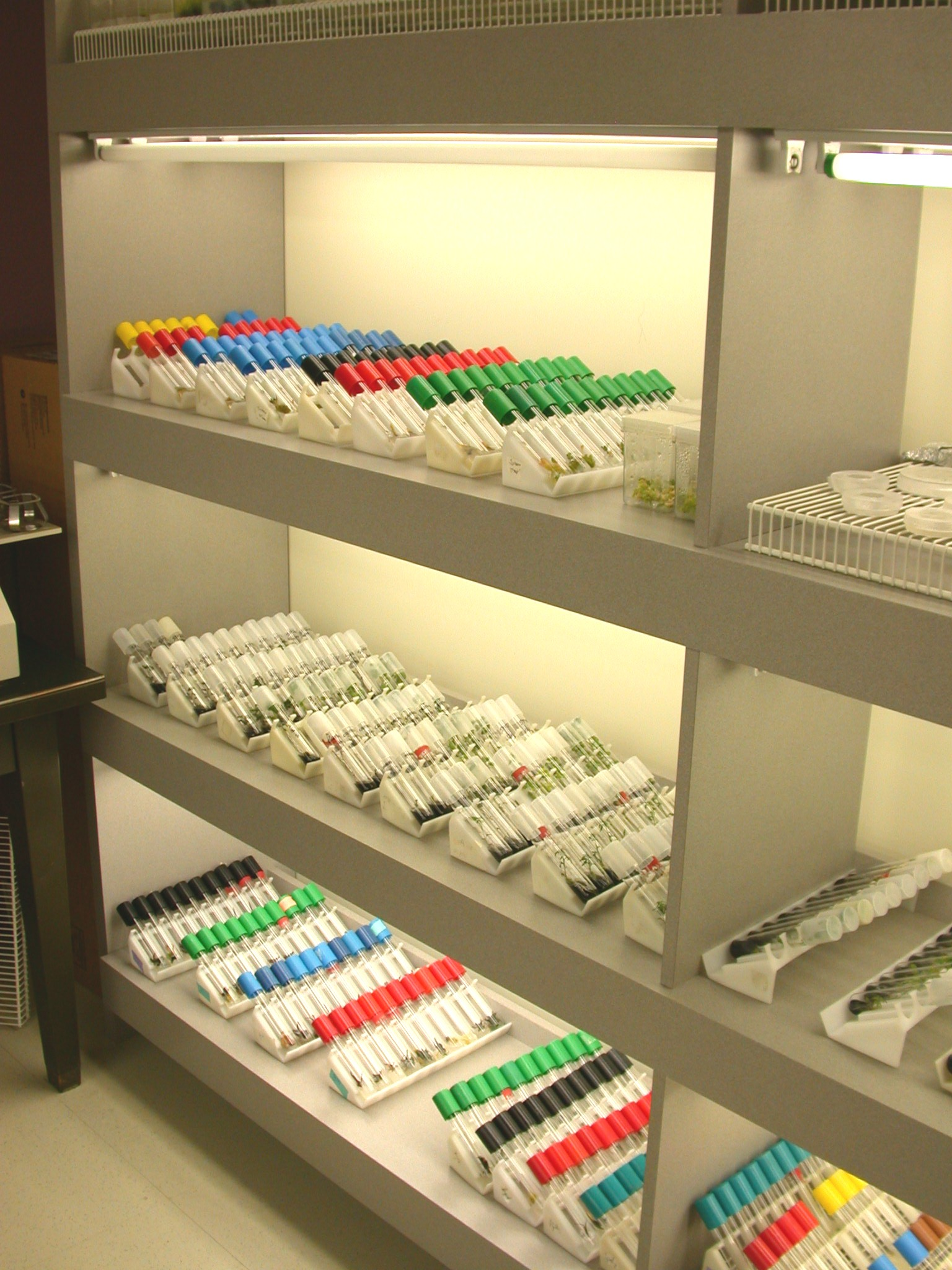
Culture in vitro de plantes dans un environnement contrôlé en conditions stériles.

La culture in vitro ou CIV (aussi appelé micropropagation) est une technique visant à régénérer une plante entière à partir de cellules ou de tissus végétaux en milieu nutritif, en utilisant des techniques modernes de culture cellulaires.
Elle permet de garder des plants stériles, exempts de virus et autres infections en plus de pouvoir produire rapidement une grande quantité de plantules. Elle est utilisée pour la création de nouvelles plantes (par exemple des plants génétiquement modifiés) ; pour la multiplication de plantes commerciales produisant peu ou pas de graines ; ou encore pour la conservation et la multiplication d’espèces rares.
En général, les plantes (en fait une seule ou quelques cellules suffisent) sont placées sur un milieu de croissance stérile (qui comprend du saccharose comme source d’énergie, des vitamines et des nutriments) et dans un environnement à température, taux d'humidité et luminosité contrôlés.

## Principe
La culture in vitro consiste à régénérer une plante entière à partir de cellules souches, ou de méristèmes dans un milieu nutritif et stérile, c’est-à-dire indemne de microorganismes tels que les bactéries, les virus ou les champignons. Ou alors à multiplier les plantes en régénérant des plantes entières identiques à la plante de départ à partir de fragments.
Il existe également la culture d’embryons immatures ou le sauvetage d’embryons pour obtenir des plantes en cas de croisements incompatibles lors de la fécondation, c’est-à-dire lorsque les graines (même récoltées à maturité) ne germent pas.

## Techniques de culturein vitro
La multiplication végétative est un processus spécifique des plantes. Chaque cellule possède en effet les potentialités nécessaires et suffisantes pour se multiplier et surtout pour s'organiser en tissus différenciés permettant de reconstruire une plante avec son ADN : c'est la totipotence des cellules végétales.

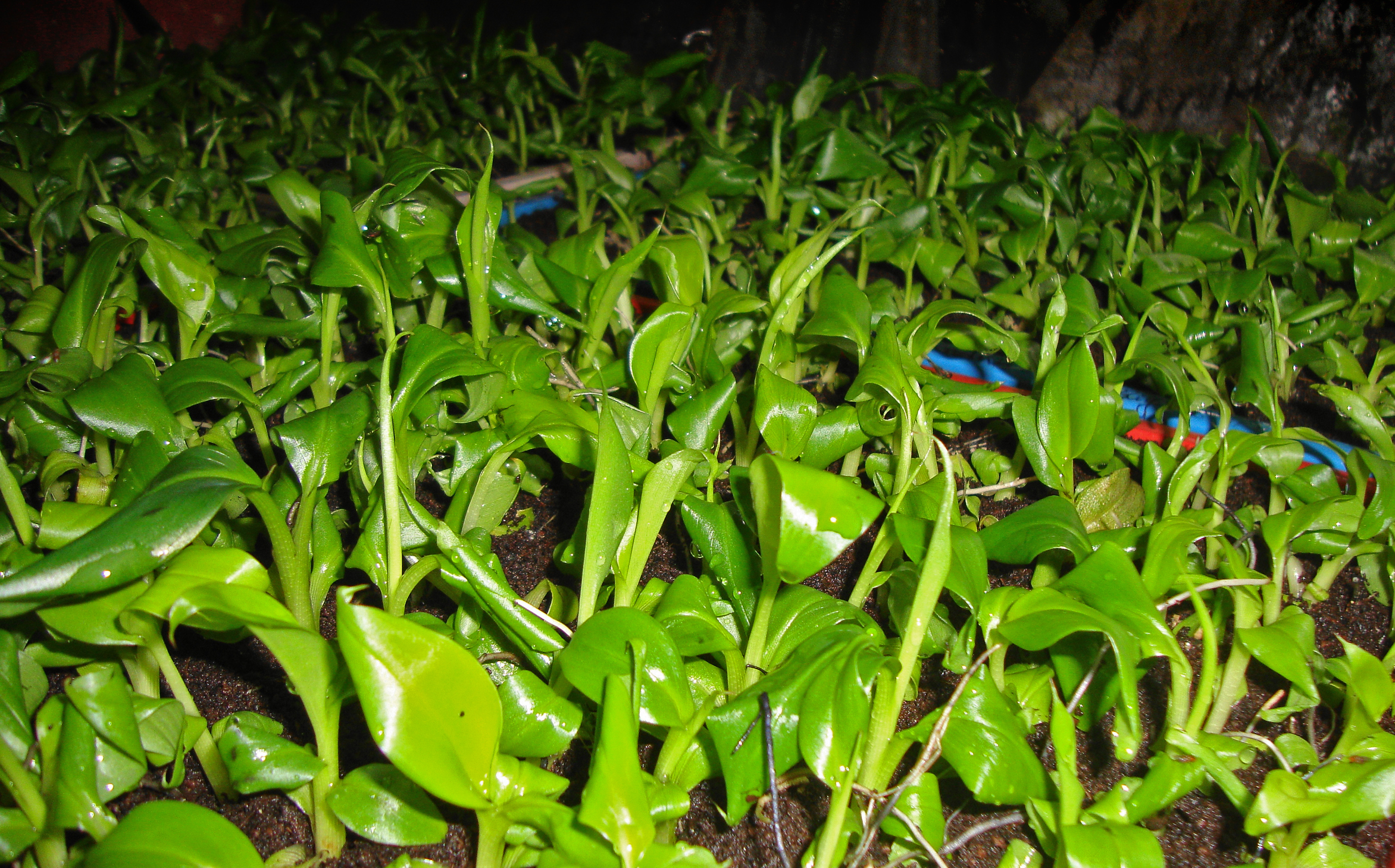
Plants de bananiers repiqués dans du terreau (contenant du vermicompost) à partir d'une culture in vitro. Ce procédé est utilisé pour acclimater les plantules au terreau. Après quelques jours de croissance, les plants sont transférés en champs.

La découverte des hormones végétales a permis la multiplication des plantes en conditions aseptiques, c’est-à-dire in vitro, mais sa complète maîtrise est encore loin d'être atteinte dans la majorité des cas.
Trois méthodes de multiplication in vitro peuvent être envisagées :
- la culture de méristèmes ou d'apex de tige, qui demeure la plus généralisable et la plus sûre pour assurer la reproduction de copies conformes ; de plus elle peut associer la lutte phytosanitaire à la multiplication ;
- la reconstitution de plantes par néoformation de bourgeons et de racines sur un cal ;
- l'embryogenèse somatique, qui permet l'obtention d'embryons et la régénération de plantes à partir de cellules somatiques.

La cytokinine s'oppose à la dominance apicale donc stimule la croissance de bourgeons.
L'auxine favorise la croissance des racines.
On compare souvent la plantule in vitro à un semis. En effet, elle en a souvent la morphologie, sinon la physiologie, ce qui lui confère au départ les avantages de la vigueur et un enracinement meilleur que celui d'une bouture ou d'une marcotte.
Certains tissus peuvent se nécroser en raison d'une croissance lente. Pour eux, il y a deux options : (i) optimiser le milieu de culture, (ii) cultiver une variété à croissance vigoureuse.
En général, la nécrose varie en fonction des différentes variétés de plantes. Ainsi, la mise en culture de variétés à croissance vigoureuse diminue le risque de nécrose. De plus, l'optimisation du milieu de culture peut permettre de la contrôler.